# Église allemande du Rédempteur de Nõmme
L'église allemande du Rédempteur  (estonien : Nõmme Saksa Lunastaja kirik) est une église luthérienne du quartier de Nõmme à Tallinn en Estonie,.

## Description
L'édifice est situé entre les rues Õie tänav et Valdeku tänav, à l'angle des rues Õie tänav et Rohelise tänav.
Les bancs peuvent accueillir 110 fidèles.
Sur l'autel en bois de chêne, il n'y a que quelques croix incisées et les lettres qui rappellent le début et la fin - alpha et oméga. Au-dessus de l'autel, un candélabre à sept branches et une simple croix en bois marron sont fixés au mur. Les seuls éléments figuratifs dans tout l'espace de l'église sont un crucifix en métal sur un poteau séparé et un chapelet sur le bord de la chaire, qui présente une colombe blanche comme personnification du Saint-Esprit.

## Histoire

### Avant la seconde guerre mondiale
Le propriétaire et constructeur du bâtiment était la Société de l'Église allemande, composée principalement de germano-Baltes vivant dans l'ancienne ville de Nõmme. 
En 1929, selon le projet de l'architecte Robert Natus, un presbytère fut achevé, qui ressemble à un immeuble résidentiel typique de Nõmme.
En 1932, l'église elle-même fut construite à côté du mur d'extrémité du presbytère et en 1936, l'église du Rédempteur allemand de Nõmme fut achevée. Un bâtiment élancé aspirant à la hauteur, des fenêtres longues et étroites, une tour en béton s'élevant au-dessus de la porte principale, dont le sommets remplissent la fonction de clocher, confèrent une atmosphère sacrée à l'édifice moderne.
La congrégation n’était pas très nombreuse, une centaine de personnes environ. Ils furent, comme d'autres germano-Baltes, parmi les premières victimes du pacte Molotov-Ribbentrop en 1939, qui durent perdre leurs maisons et leur église et fuir vers l'Allemagne pour ne pas finir en Sibérie dans des wagons à bestiaux.
Le bâtiment commença à être utilisé par la congrégation de Paldiski.

### Occupation soviétique
En 1948, le bâtiment fut cédé à l'Union des artistes soviétiques estoniens (et) pour en faire un atelier. À cette époque, l'orgue a été perdu. En 1956, il fut décidé de céder l'église à la 30e école secondaire de Tallinn comme local de formation professionnelle. Dans ce cadre, le bâtiment fut entièrement rénové en 1957-1958. Un plafond en béton armé a été coulé et la forme des fenêtres a été modifiée, de sorte que son aspect intérieur et extérieur a été considérablement modifié. Il y a trois appartements dans le presbytère. L'un d'eux a été construit à partir de l'ancien bureau de l'église et du couloir qui reliait les deux bâtiments.
Puis le bâtiment de l’église est resté vide pendant de nombreuses années.

### Restauration de l'indépendance de l'Estonie
Lors de la restauration de l'indépendance de l'Estonie le bâtiment et le presbytère de l'ancienne église du Rédempteur ont également été inscrits à l'ordre du jour de la restitution des biens nationalisés. Comme Nõmme ne compte plus qu'une poignée d'anciens germano-Baltes ou de leurs descendants, le terrain ainsi que les bâtiments ont été donnés à la congrégation luthérienne de la Paix de Nõmme. L'accord de don a été signé le 25 mars 2003.
Le conseil de la ville a soutenu la métamorphose du sanctuaire dans le cadre du projet « Renaissance de l'église de Tallinn ».
L'église a été restaurée. 
La taille des ouvertures des fenêtres a été ajustée et de nouveaux chevrons ont été installés.
L'église du Rédempteur de Nõmme a été consacrée le 4 mai 2008. Le service solennel a eu lieu en présence de l'archevêque Andres Põder, du pasteur Jaan Tammsalu et de Paul-Gerhard Hoerschelmann d'Allemagne. Depuis lors, il est ouvert aux services religieux et aux concerts. Il y a aussi une vie liturgique régulière chaque samedi soir.